# 里港 (大字)
里港，是臺灣屏東縣里港鄉的一個傳統地域名稱，位於該鄉南部。相較於今日行政區，其範圍大致包括載興村南半部不含最南端、茄苳村不含最北端及西部凸出部分及最南端、鐵店村南部、春林村東南端。

## 歷史
台灣日治初期，里港地區為一街庄，稱為「阿里港街」，隸屬於港西上里。該街北隔二重溪與三張廍庄為界，東與武洛庄為鄰，南邊為後庄，西邊為塔樓庄。
1901年（日治明治34年）11月，全台設置二十廳，該街隸屬於阿緱廳。1909年（明治42年）10月，合併二十廳為十二廳，該街仍隸屬於阿緱廳。1920年（大正9年），廢十二廳改設五州二廳，該街改制並簡化為「里港」大字，隸屬於高雄州屏東郡里港庄。
戰後里港庄改制為里港鄉，隸屬於高雄縣，大字亦改制為村。1950年10月，高、屏分治，里港鄉改隸屬於屏東縣。

## 聚落
本地區發展較早的聚落有阿里港、北路廍、過港仔、廍仔、打鐵店、溝仔漧、林子、關帝廳等，在日治期初期的官方地圖上已有記載。

## 交通
- 省道台3線
- 省道台22線

## 學校
- 里港國中
- 里港國小
- 玉田國小

## 廟宇
- 白志廟
- 紅廟